# Carl Wentorf
Carl Christian Ferdinand Wentorf (25. april 1863 i København – 24. november 1914 sammesteds) var en dansk maler.
Carl Wentorf var søn af snedkermester Heinrich Frederik Wentorf (f. 1832) og Cecilie Juditha født Wandschneider (1831-1894). Kunstakademiets skoler gennemgik han 1881-87; som udstiller på Charlottenborg debuterede han 1886 med et portræt af landskabsmaleren C.F. Aagaard. I 1890 og 1892 var han med Akademiets understøttelse udenlands, i 1896 rejste han med Det anckerske Legat og i 1900, atter med stipendium fra Akademiet, til Holland og Paris; mindre rejser har han næsten hvert år foretaget på egen bekostning.
Som udstiller har han til stadighed givet møde på Charlottenborg, dels med genrestykker, dels og fornemmelig som portrætmaler. Blandt hans arbejder kunne fremhæves: Fra Trøstens Bolig, Motiv fra en Fattiggaard 1892 (Den Hirschsprungske Samling), En Gudstjeneste paa Amager 1893 (Statens Museum for Kunst), Den gamle Bonde paa Toften 1899 (Maribo Stiftsmuseum; lønnet med guldmedalje i München 1901), Et Sladderhjørne 1898 samt portrætterne af tømrermester Harald Olsen (Tømmerlavets forsamlingssal; årsmedaljen 1901), hofjægermester Frederik Tesdorpf (1902), grev Ahlefeldts tre sønner (1903) og i 1904 baron Frederik Rosenørn-Lehn, etatsråd Bock og skolebestyrerinde frøken Marie Kruse.
Wentorf ægtede 18. april 1890 Alma Margrethe Nathalie Qvist (født 1861), datter af snedkermester Hans Jacob Qvist (1823-1891) og Augusta Frederikke Vilhelmine født Würck (1827-1872).